# Wikimapia
WikiMapia è una mappa online che combina le caratteristiche di Google Maps e Wiki, permettendo agli utenti di aggiungere informazioni sotto forma di nota su qualsiasi località del mondo. Creato da Alexandre Koriakine e Evgeniy Saveliev, il progetto è stato lanciato il 24 maggio 2006 e punta a "descrivere l'intero pianeta Terra".

## Crescita
Al 16 agosto 2006, un milione di località erano state aggiunte. Al 2 ottobre 2006, il numero di località era aumentato fino a raggiungere 1,6 milioni.
Nel suo sviluppo iniziale, Wikimapia non aveva utenti registrati e gerarchie amministrative. Tutti gli utenti potevano editare anonimamente, senza alcun meccanismo di controllo o disciplina per gli utenti problematici.
Wikimapia non è collegato con Wikipedia e la Wikimedia Foundation, ma gli autori sostengono di essersi "ispirati a Wikipedia".

## Funzionalità

### Aggiungere un punto
Wikimapia permette di segnalare punti di interesse generale come musei, chiese, stazioni, parchi, e in macro paesi e città, solo per citarne alcuni, delineandone i contorni in modo accurato.
All'interno delle finestre descrittive apribili in ciascun Hotspot possono essere indicati collegamenti con Wikipedia, brevi descrizioni e collegamenti esterni. Possono inoltre essere inserite foto e video YouTube.
I contributi sono liberi e non vincolati dall'autore della finestra.
La versione beta, disponibile dal settembre 2008, permette di tracciare fiumi e ferrovie, oltre alle strade già tracciabili nella prima versione.
Nel forum, gli utenti più attivi si scambiano consigli utili alla crescita del sito, e riguardo all'utilizzo della Netiquette.

### Cronologia
Su Wikimapia l'utente registrato può visualizzare la cronologia delle modifiche intervenendo sul menù della finestra relativa a ciascun punto inserito.

### Lingue
Inserire punti è possibile in svariate lingue, attualmente 93.
Gli interventi di traduzione all'interno della stessa voce da una lingua all'altra sono particolarmente apprezzati.
Inoltre i menù sono stati tradotti in 25 lingue.

### Voti
Ogni utente può esprimere un voto, positivo o negativo, nei confronti di ogni altro utente. Solitamente i voti sono un indicatore della bontà del lavoro dell'utente.

### Categorie
In ogni punto si può indicare una categoria di appartenenza. Questa possibilità è stata introdotta per il gran numero di quadrati visualizzati nelle aree in cui gli utenti erano più attivi, vedi India e Russia.
Attualmente viene utilizzata per sfoltire e visualizzare solo ciò che si cerca.

## Nuove funzionalità
Un sistema di registrazione è stato introdotto l'8-9 ottobre 2006. Agli utenti registrati da almeno tre giorni vengono concessi alcuni poteri amministrativi, tra i quali quello di spostare, ridimensionare, cancellare o proteggere gli oggetti. Inoltre è stato attivato un sistema "a punti": è possibile accumulare punti aggiungendo o modificando i luoghi creati ed avere diritto a poteri aggiuntivi. Gli utenti attivi di Wikipedia e quelli in contatto con Wikimapia da prima del 5 ottobre 2006 sono esenti dal periodi di attesa di tre giorni.
Gli "Hotspot" vengono creati segnando un rettangolo sulla mappa (con lato massimo di 20 chilometri), il quale viene collegato con un appunto contenente informazioni sulla località. Le informazioni possono essere in una delle 35 lingue attualmente supportate e possono essere modificate da qualunque altro utente, come in wiki.
Come per Google Maps, è possibile ingrandire l'immagine e visualizzare la mappa, l'immagine satellitare o entrambe.
Wikimapia può essere incorporato all'interno di qualunque sito web: si sceglie "Mappa sul tuo sito" dal menù "Entra". A questo punto, selezionando le coordinate desiderate, basta inserire il codice HTML nel proprio sito.
Dal 20 settembre 2007, Wikimapia è disponibile in italiano.

## Licenze e proventi economici
A febbraio 2007, il sito di Wikimapia non comunica ancora quali sono i termini di licenza per le informazioni fornite dagli utenti. Il sito ha qualche provento economico dall'inserimento di Google AdSense.

## Interoperabilità
I ricevitori GPS possono essere connessi a Wikimapia usando un plugin (in versione beta per Windows, da scaricare dal sito di Wikimapia).
Alcune funzionalità sono disponibili per:
- Google Earth, usando Google Earth dynamic layer in KML file
- molti telefoni cellulari, usando programmi di terzi, come Mobile GMaps.